# Kunisaki
Kunisaki (国東市?) è una città giapponese della prefettura di Ōita.

## Infrastrutture e trasporti
Presso la città di Kunisaki è situato l'Aeroporto di Ōita.